# 招商輪船
招商局能源運輸股份有限公司 (上交所：601872)，簡稱招商輪船，原為招商局集團的能源運輸船隊，2004年從招商局分拆出來。公司從事能源運輸，包括油輪運輸、散貨船運輸、液化天然氣船運輸。公司總部設在中國上海。
2006年，招商輪船A股在上海證券交易所上市。

## 历史
1872年12月，招商局集团前身——轮船招商局成立，中国近代第一家大型轮船运输企业诞生，同时组建了中国近代史上第一支商船队。
1873年，招商局第一艘轮船“伊敦”轮在中国近海航行，是中国商船第一次行驶南洋航线。其后招商局陆续开辟商船航线，中国民族航运业由此诞生。
1949年，招商局18艘轮船为新中国港航事业的开创发展作出了重大贡献。
1980年，招商局组建成立香港明华船务有限公司，开启了专业化的船舶经营与管理。香港明华从事散货船队的经营管理，国际化程度高，具有一定的国际竞争力。
20世纪80年代末，招商局集团组建油轮船队。
1990年，招商局集团收购了世界船王之一董浩云家族的5艘阿芙拉型油轮和4艘成品油轮——中国国有经济力量首次涉足远洋大型油轮运输行业。
1993年，海宏轮船（香港）有限公司成立，打造了中资第一家超大型油轮经营管理公司。海宏公司前身是香港船王董浩云先生上世纪60年代初创办的金山轮船公司。海宏从金山轮船公司移植和借鉴了全部油轮管理资源和经验，是享誉业内的全球油轮经营和管理公司。
2004年3月，合资成立中国液化天然气运输（控股）有限公司，建立了中国第一家国际化专业远洋LNG运输公司。
2004年12月，招商局集团整合旗下远洋运输资产，联合中石化集团等共同发起设立招商局能源运输股份有限公司，注册股本22.33亿元。主营业务为远洋油轮、散货船和液化天然气船的经营与管理，涵盖了能源运输的主要货种。
2006年12月1日，招商轮船成功完成IPO并在上海证券交易所挂牌上市，首次公开发行的12亿A股网上配售部分6.15亿股上市交易，发行价3.71元，首日升幅达71.7%，成交4.34亿股。招商轮船迅速成为境内资本市场的航运蓝筹。
2007年，招商轮船投资90亿元扩充船队规模，在国内订造了7艘大型油轮和7艘散货船，共约300万载重吨。
凭着稳健的业务组合、财务状况和经营策略，招商轮船顺利度过了2008年金融海啸。随着新船陆续启航，旧船完成改造，招商轮船船队的规模、船型结构和船龄等面貌大为改观。
2012年，招商轮船向中石化、中国人寿和中化定向发行A股股票募集资金28.9亿元，中石化集团持股比例增加到20%，公司在加强与油公司战略联盟的同时，在油轮资产价格低谷期再次补充了资本金，进一步积累了发展实力。
2012年12月，招商轮船买入中海在香港中环信德中心招商局大厦的32楼整层写字楼，作为招商轮船总部沿用至今。 
2013年，招商轮船批量低价造船，大幅扩充运力，签订10艘VLCC、12艘散货船新船订单。 
2014年7月，CLNG公司参与签署亚马尔LNG运输项目一揽子合同，招商轮船再投资建造6艘北极型LNG运输船。
2014年9月，招商轮船与中外运合资组建的中国能源运输有限公司（CHINA VLCC）在香港注册成立，油轮船队实施战略重组。其后，完成19艘VLCC收购与交接，公司超级油轮船队规模跻身世界前列。同年，散货船队与淡水河谷签署合作框架协议，推进VLOC超大型矿砂船运输项目。
2015年7月，招商轮船完成向招商局集团定向增发股票。9月，在香港注册成立中国超大型矿砂船运输有限公司（CHINA VLOC），收购淡水河谷4艘40万吨级超大型矿砂船。同年底，中国外运长航集团整体纳入招商局集团。
2016年3月，招商轮船拥有的40万吨超大型矿砂船“明成”轮（Pacific Winner）成为香港船舶注册突破一亿总吨的标志性船舶，开创香港航运界新的里程碑。
同月，招商轮船与淡水河谷在北京举行了铁矿石运输合同签约仪式。紧接着，10艘40万载重吨VLOC船舶建造合同也顺利签署，标志着招商轮船在推进“大客户”战略及散货船队转型升级的里程上又迈出了重要一步。 
2016年5月，招商轮船与工银租赁签署合作协议，参与工银租赁14艘40万吨VLOC项目的投资和运营管理。  
2017年，招商輪船成功參研國家級重大研究“智能船舶1.0研發專項”；公司先後榮獲首屆中國鄭和航海風雲榜“最佳航運公司”獎、Seatrade亞洲海事頒獎禮“船東/運營商”獎、Seatrade海事頒獎禮“全球業績表現”獎和“英勇拯救獎”（明譽輪）等，再度擴大了行業知名度和影響力。
2017年，招商輪船發行股票收購恒祥控股有限公司、上海長航國際海運有限公司、深圳長航滾裝物流有限公司、中國經貿船務（香港）有限公司等四家公司100%股權的方案於9月獲得國資委審批同意，12月獲得證監會並購重組委審核無條件通過。
截至2018年7月，招商轮船注册资金为人民币52.99亿元，拥有超级油轮45艘，加上持有的订单，未来的超级油轮将达到53艘。同时管理营运17艘40万吨VLOC大型矿砂船，持有14艘订单。船队规模发展至3000多万载重吨（含订单），成为世界第一大VLCC和VLOC船东。招商轮船业务范围和船舶航行遍及世界主要港口与区域。公司实施全球化、规模化运营，业绩长期领先同行，业务多元互补、经营稳健、管理精良、服务优质、财务强劲。